# Castelo de Gardeny

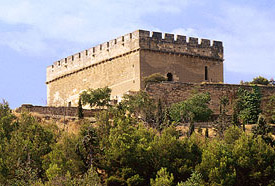
Castelo de Gardeny, Catalunha.

O Castelo de Gardeny localiza-se no município de Lérida, província de mesmo nome, na comunidade autónoma da Catalunha, na Espanha.

## História
Trata-se de uma fortificação que pertenceu à Ordem dos Templários, no contexto da Reconquista cristã da Península Ibérica.
Os Templários de Gardeny dedicavam-se à criação de cavalos.

## Características
A capela tem uma cabeceira poligonal. É decorada por numerosas pinturas geométricas. Uma capela lateral apresenta os doze apóstolos e a abóbada da nave é estrelada.